# Полівське
По́лівське — село в Україні, у Верхівцівській міській територіальній громаді Кам'янського району Дніпропетровської області. Населення за переписом 2001 року складало 198 осіб.

## Географія
Село Полівське знаходиться на одному з джерел річки Саксагань, на відстані 0,5 км розташовані села Гранове і Водяне (Криничанський район).

## Назва
Колишні назви — Малоолександрівка, Олександропіль.

## Населення

### Мова
Розподіл населення за рідною мовою за даними перепису 2001 року:
| Мова            | Відсоток |
| --------------- | -------- |
| українська      | 90,4 %   |
| російська       | 9,1 %    |
| інші/не вказали | 0,5 %    |

## Відомі люди
- Поль Олександр Миколайович — український дослідник-археолог, засновник індустріальної бази Січеславщини[2]. Сучасна назва села походить від його родового імені: Полівське — те, що належить Полям[джерело?].